# Nati nel 2004/Aprile
| Questa pagina contiene informazioni ricavate automaticamente dalle voci biografiche con l'ausilio del template Bio e di un bot. L'aggiornamento è periodico e automatico e ricostruisce completamente la pagina. Se manca una persona in questa lista, sei pregato di non aggiungerla, ma accertati piuttosto che la sua voce biografica contenga il template Bio e che i dati anagrafici siano correttamente compilati. Se il template Bio manca, inseriscilo tu stesso o, in alternativa, metti l'avviso {{tmp\|Bio}} che ne segnala la mancanza. Se i dati riportati sono sbagliati, correggi direttamente la voce biografica; le modifiche saranno visibili in questa lista entro pochi giorni. Per chiarimenti vedi il progetto biografie. La lista contiene solo le 69 persone che sono citate nell'enciclopedia e per le quali è stato implementato correttamente il template Bio. Pagina aggiornata al 3 mar 2024. |

- 1º aprile - Matheus França, calciatore brasiliano
- 1º aprile - Oscar Gloukh, calciatore israeliano
- 1º aprile - Tyrese Proctor, cestista australiano
- 1º aprile - Michael Udebuluzor, calciatore hongkonghese
- 1º aprile - Erick Marcus, calciatore brasiliano
- 2 aprile - Sidy Cissoko, cestista francese
- 2 aprile - Cheick Konaté, calciatore maliano
- 2 aprile - Samuel Justo, calciatore portoghese
- 2 aprile - Mollie O'Callaghan, nuotatrice australiana
- 2 aprile - Diana Šnaider, tennista russa
- 3 aprile - Matías Abaldo, calciatore uruguaiano
- 3 aprile - Stefanie Grob, sciatrice alpina svizzera
- 3 aprile - Martina Vozza, sciatrice alpina italiana
- 4 aprile - Nina Kajzba, calciatrice slovena
- 4 aprile - Mahdi Salem, calciatore qatariota
- 5 aprile - Miliano Jonathans, calciatore olandese
- 6 aprile - Nick Fichtinger, calciatore olandese
- 6 aprile - Léo Mana, calciatore brasiliano
- 6 aprile - Malick Mbaye, calciatore senegalese
- 6 aprile - Casey Simpson, attore statunitense
- 7 aprile - Vittoria Blasigh, cestista italiana
- 7 aprile - Luka Chalwell, calciatore anglo-verginiano
- 7 aprile - Martin Wasinski, calciatore belga
- 7 aprile - Tarick Ximines, calciatore giamaicano
- 7 aprile - Ana Cristina de Souza, pallavolista brasiliana
- 8 aprile - Menno Huising, ciclista su strada e ciclocrossista olandese
- 8 aprile - Molik Jesse Khan, calciatore trinidadiano
- 9 aprile - Muhammed Damar, calciatore tedesco
- 10 aprile - Ismaël Gharbi, calciatore spagnolo
- 10 aprile - Sávio Moreira de Oliveira, calciatore brasiliano
- 12 aprile - Kim Je-deok, arciere sudcoreano
- 12 aprile - Noah Kibet, mezzofondista keniota
- 13 aprile - Mari Boya, pilota automobilistico spagnolo
- 13 aprile - Zheng Jiuyuan, tuffatore cinese
- 14 aprile - Paul Magnier, ciclista su strada e mountain biker francese
- 15 aprile - Samuel Gidi, calciatore ghanese
- 15 aprile - Gvidas Gineitis, calciatore lituano
- 16 aprile - Ilias Akhomach, calciatore marocchino
- 16 aprile - Mio Backhaus, calciatore tedesco
- 17 aprile - Kyla-Drew, attrice statunitense
- 17 aprile - Nicolás Siri, calciatore uruguaiano
- 18 aprile - Nick Smith, cestista statunitense
- 19 aprile - Alessia Federici, ginnasta italiana
- 19 aprile - Riccarda Ruetz, slittinista austriaca
- 20 aprile - Chen Shuo, sciatore freestyle cinese
- 20 aprile - Josué Doké, calciatore togolese
- 20 aprile - Tomás Jacob, calciatore argentino
- 20 aprile - Dijon Kameri, calciatore austriaco
- 20 aprile - Guilherme Biro, calciatore brasiliano
- 20 aprile - Luisa Romanenko, ex slittinista tedesca
- 20 aprile - Óscar Zambrano, calciatore ecuadoriano
- 21 aprile - Maxim Dekker, calciatore olandese
- 21 aprile - Joel Ordóñez, calciatore ecuadoriano
- 22 aprile - Melissa Peperkamp, snowboarder olandese
- 23 aprile - Teagan Croft, attrice australiana
- 23 aprile - Mateusão, calciatore brasiliano
- 23 aprile - Diogo Moreira, pilota motociclistico brasiliano
- 23 aprile - Joshua Rawlins, calciatore australiano
- 23 aprile - Gustavo Ribeiro Neves, calciatore brasiliano
- 23 aprile - Luca Spiegel, pistard tedesco
- 23 aprile - Wejdene, cantante francese
- 24 aprile - Isaac Rodrigues de Lima, calciatore brasiliano
- 25 aprile - Jehor Jarmoljuk, calciatore ucraino
- 25 aprile - Michael Olakigbe, calciatore inglese
- 25 aprile - Miguel Terceros, calciatore boliviano
- 26 aprile - Miłosz Matysik, calciatore polacco
- 27 aprile - Anna Pavletsova, nuotatrice artistica kazaka
- 28 aprile - Noah Allen, calciatore statunitense
- 30 aprile - Emilia Mondinelli, sciatrice alpina italiana